# Gal Tropical
Gal Tropical é o décimo terceiro álbum da cantora Gal Costa, lançado em julho de 1979. O álbum surgiu a partir de um espetáculo homônimo, concebido para promover o disco anterior da cantora, Água Viva.
Neste ano, foram regravadas as músicas "Índia" e "Meu Nome É Gal". Destaque para "Força Estranha", canção de Caetano Veloso feita para Roberto Carlos, numa interpretação memorável da cantora. Esta música foi um dos temas principais da novela "Os Gigantes", da TV Globo. "Balancê", marcha carnavalesca gravada por Carmen Miranda no carnaval de 1937, foi o grande sucesso do disco, tornando-se o carro-chefe do carnaval de 1980 e a música mais tocada nas rádios naquele ano.
O LP, lançado pela gravadora Philips, contava, ainda, com uma revista com dados sobre a produção do disco, as letras das canções e informações biográficas da cantora. Além da revista-encarte, o disco continha, também, um poster gigante de Gal Costa. O álbum vendeu mais de 1 milhão de cópias no Brasil.
Em 6 de dezembro de 2023, a cantora Marina Sena lançou uma versão ao vivo da faixa "Força Estranha" em todas as plataformas digitais em homenagem a Gal Costa dentro do EP "Marina Sena - City Sessions (Amazon Music Live)".

## Antecedentes - O Espetáculo Gal Tropical
Em janeiro de 1979, Gal estreou uma temporada solo intitulada Gal Tropical, com o objetivo de promover seu disco Água Viva, lançado no ano anterior. Dirigido por Guilherme Araújo, o show marca uma virada definitiva em sua carreira, onde Gal revisita clássicos do cancioneiro brasileiro e muda drasticamente de imagem, tornando-se uma cantora de grandes massas. As apresentações ocorreram no Teatro dos 4, no Rio de Janeiro, ficando em cartaz durante um ano, de 1979 a 1980. O imenso sucesso de público e crítica, fez com que o show saísse do teatro e percorresse o Brasil e o exterior, onde excursionou pelos Estados Unidos, Europa, Israel e outros países, rendendo uma apresentação magistral no Festival de Jazz de Montreux e extendendo sua temporada até o início de 1981.

## Faixas
| Lado A         |                                            |                                                                   |         |  |
| N.º            | Título                                     | Compositor(es)                                                    | Duração |  |
| 1.             | "Samba Rasgado"                            | Portello Juno, Wilson Falcão                                      | 03:05   |  |
| 2.             | "Noites Cariocas (Minhas Noites sem Sono)" | Hermínio Bello de Carvalho, Jacob do Bandolim                     | 03:11   |  |
| 3.             | "Índia"                                    | José Asunción Flores, Manuel Ortiz Guerrero. Versão: José Fortuna | 04:38   |  |
| 4.             | "Estrada do Sol"                           | Dolores Duran, Tom Jobim                                          | 03:24   |  |
| 5.             | "A Preta do Acarajé"                       | Dorival Caymmi                                                    | 04:09   |  |
| 6.             | "Dez Anos" (Diez Años)                     | Rafael Hernandez. Versão: Lourival Faissal                        | 03:20   |  |
| Duração total: | Duração total:                             | Duração total:                                                    | 21:57   |  |

| Lado B         |                        |                                |         |  |
| N.º            | Título                 | Compositor(es)                 | Duração |  |
| 1.             | "Força Estranha"       | Caetano Veloso                 | 03:34   |  |
| 2.             | "Olha"                 | Roberto Carlos, Erasmo Carlos  | 02:52   |  |
| 3.             | "Juventude Transviada" | Luiz Melodia                   | 03:41   |  |
| 4.             | "Balancê"              | João de Barro, Alberto Ribeiro | 03:09   |  |
| 5.             | "O Bater do Tambor"    | Caetano Veloso                 | 02:59   |  |
| 6.             | "Meu Nome É Gal"       | Roberto Carlos, Erasmo Carlos  | 03:49   |  |
| Duração total: | Duração total:         | Duração total:                 | 20:14   |  |